# Знаменский храм (Тула)
Свято-Знаменский храм — православный храм в Туле.

## История

### Строительство
Это один из четырёх храмов, обустроенных на окраинах Тулы по решению епископа Тульского и Белёвского Питирима. В начале 1898 года священник Свято-Духовской церкви (Георгия на Хопре) во исполнение полученного из канцелярии архиепископа предписания предоставил сведения о возможности строительства храма на окраине прихода. Рассматривалось три варианта его размещения. Правда, владельцы двух участков просили за них довольно высокую плату, что не устроило епархию. Мещанин Александр Николаевич Авчинников (встречается написание его фамилии — Овчинников) согласился пожертвовать свой участок, находившийся на улице Дульной, а также кирпич на строительство храма. Под временную церковь Авчинников уступил и свой деревянный дом, стоявший на участке.
3 июня 1898 года временный храм освятили. Буквально за несколько дней до освящения помещение будущего храма было снабжено иконами, во множестве принесенными окрестными жителями, устроен иконостас и импровизированная звонница с колоколами. Территорию вокруг храма обнесли забором и очистили. Жители привели в порядок и окрестные улицы, ведущие к храму от Свято-Духовской церкви, от которой в день освящения должен был пойти крестный ход.
Осенью вокруг деревянного храма начали кладку фундамента и стен каменной церкви. Но следующей весной строительство пришлось прекратить — из-за крайней слабости грунта. Тогда член строительного комитета храма купец Михаил Петрович Владимиров пожертвовал под возведение церкви два смежных участка, расположенных на пересечении улиц Ствольной и Арсенальной, вызвался перевезти за свой счет строительные материалы на новое место и предоставить ещё некоторое количество кирпича.
Вначале на новом участке была построена временная деревянная церковь-школа, освященная в сентябре 1899 года, построенная на средства все того же М. П. Владимирова. Уже с 1898 года в приходе действовали две церковноприходские школы — для мальчиков и для девочек.
На строительство каменного храма три тысячи рублей завещал известный благотворитель, купец Д. Я. Ваныкин. Возведение каменного Свято-Знаменского храма завершилось в 1905 году. В храме имелось три престола: главный — во имя иконы Божией Матери, именуемой «Знамение», правый — во имя архангела Михаила, левый — во имя преподобного Серафима Саровского. Иконостас главного престола был выполнен из белого мрамора. До наших дней сохранились кованые ажурные решетки на окнах храма. Деревянную временную колокольню установили на столбах. Каменную звонницу поставить не успели. 7 сентября 1914 года была окончена настенная роспись Знаменского храма.
Объемное пространство церкви решалось по традиционной для XVIII—XIX веков схеме: вытянутые трапезная и основной объём, алтарная апсида. Декор храма выдержан в русском стиле: сочетание красного кирпича с белым камнем, применение всего арсенала древнерусских декоративных элементов — полукруглых и заостренных кокошников над окнами, колонок, обрамляющих оконные проемы, ширинок на пилястрах и под окнами. То есть Свято-Знаменский храм — прекрасный образец эклектики, в котором сочетаются характерное для классицизма решение объемного пространства и декор в духе древнерусских церквей.
Храм завершался изящным пятиглавием, которое покоилось на двух рядах килевидных кокошников. Именно такое завершение церквей использовали зодчие в Москве во второй половине XVII столетия.

### Советское время
В 1924 году тульские власти предприняли попытку отобрать храм у общины приверженцев патриарха Тихона, отказав ей в перезаключении договора пользования Свято-Знаменским храмом. Однако прихожане обратились с жалобой во ВЦИК. В эту верховную инстанцию они сообщили также, что тульские власти предполагают передать все храмы города в руки обновленцев. В Тулгубисполком поступило письмо от 25 апреля 1924 года за подписью председателя ВЦИК М. И. Калинина, в котором тульским властям предлагалось «урегулировать вопрос о пользовании имеющимися в Туле православными храмами путем распределения их между православными верующими старого и нового толков, по возможности, сообразуясь с количеством верующих того или иного толка». Губисполкому пришлось прислушаться к мнению вышестоящих органов, тем более, что наверняка тихоновская община в данном случае была гораздо многочисленнее претендентов-обновленцев. Договор о передаче храма в пользование «староцерковной» группе верующих был подписан 22 июля 1924 года. Храм действовал ещё в течение 15 лет.
Свято-Знаменскую церковь закрыли на основании постановления оргкомитета Президиума Верховного Совета РСФСР по Тульской области от 22 июня 1939 года. Беломраморный иконостас (либо его часть) был перемещен в Спасскую кладбищенскую церковь, где он находится до сих пор. Здание церкви передавалось Зареченскому райсовету для переоборудования под военно-учебный пункт и пункт по ПВХО Осоавиахима.
Осенью-зимой 1941—1942 годов, в дни обороны Тулы, жители близлежащих домов прятались в бывшем храме во время бомбежек. После войны и до конца XX века в здании Свято-Знаменской церкви размещались склады «Тулшахтостроя» и других организаций, мастерские ремонтно-строительного управления. Пятиглавие храма было снесено в 1956 году.

### Возрождение храма
В 1991 году здание храма было поставлено на госохрану в качестве памятника истории и культуры регионального значения. В декабре 2001 года храм возвратили Тульской епархии. По рассказу настоятеля храма, при ремонтных работах в церкви у алтаря южного придела под полом было обнаружено захоронение — склеп, который вскрывать не стали. По предположению иерея Павла Игнатчика, здесь был похоронен М. П. Владимиров, скончавшийся в 1904 году.
При храме действует воскресная школа, а в детском саду № 77 проводятся занятия по основам православной культуры.

## Источник
- Лозинский Р. Р. «Страницы минувшего».